# Cuentos del miedo
Cuentos del miedo es el segundo disco del compositor mexicano Gerardo Enciso. Fue grabado en 1993, bajo el sello Culebra Records de BMG. 

## Lista de canciones
1. Entre la guerra y la paz
2. Aire
3. Cadáver
4. Dinero al pueblo
5. Sangre de Panamá
6. Daga
7. Que quieres de mi
8. Vals de la Muerte
9. 8 1-2
10. Hay un cielo
11. Cuentos del miedo
12. Sin plumas en la espalda

### Sencillos
1. Daga

## Créditos
- Bajo – Cesar Aguirre (2)
- Batería – Daniel Kitroser
- Guitarra eléctrica – César "Vampiro" López
- Teclados, productor – Marcos García (6)
- Voz, guitarra, productor – Gerardo Enciso
- Cellos - Igor Sarmientos
- Contrabajo - Hipólito "Polo" Duran
- Productor – John Fields

- Datos: Q5793826